# バラバク島
バラバク島（英語: Balabac Island）はフィリピンのパラワン島の南西に存在する島。南シナ海にありパラワン州やパラワン近郊の島で南西端に位置しており、マレーシアのサバ州からバラバク海峡を挟んで北に50km程度の位置に存在する。
行政上はバラバクに属し、島内には自治体の20のバランガイ（地区）のうち、Agutayan、Catagupan、Indalawan、Malaking Ilog、Melville、Pasig、Rabor、Salang、Poblacion I、Poblacion II、Poblacion III、Poblacion IV、Poblacion V、Poblacion VIの14のバランガイが存在する。
バラバク島には多くのフィリピン固有種が見られ、ハイイロミカドバト、フィリピンオウム、パラワンウチワインコ、パラワンサイチョウなどが生息しているほか、この島でのみ見られる種としてオオマメジカの亜種のフィリピンマメジカなどが生息する。
ムスリムの民族集団であるモルボグ族が島内に多く居住する。住民は農業、漁業やスールー、バンサモロ地域、サバ州などの市場との物々交換で生計を立てている

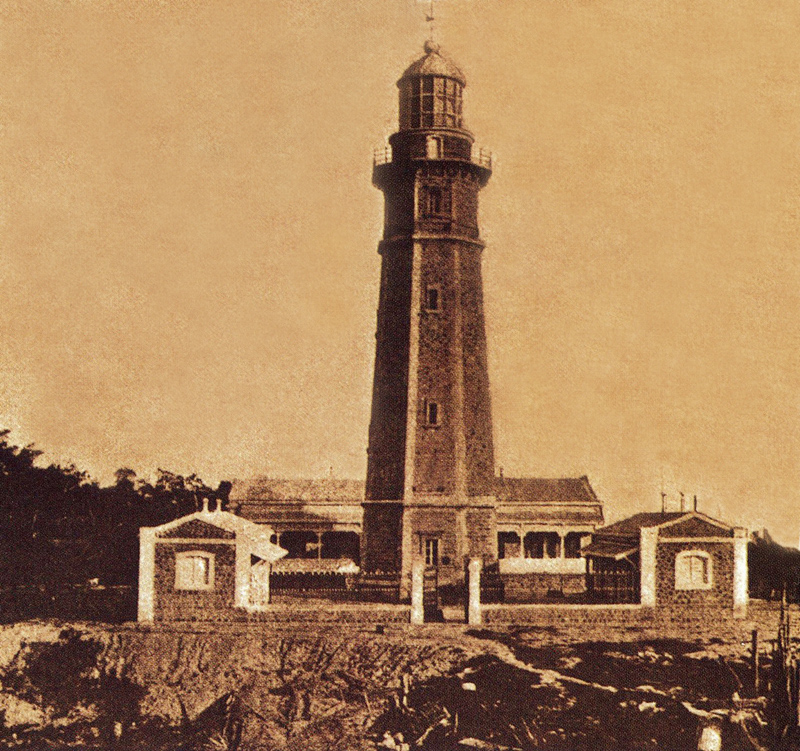
バラバク島南端のケープメルビル灯台、1892年ごろ

## 戦略的立地
南シナ海に位置しており、特にフィリピンと中華人民共和国、さらには台湾、ベトナム、マレーシア、ブルネイの領有権争いのホットスポットに近い戦略的に重要な場所に接している。バラバク島は、1995年から中華人民共和国が実効支配し埋め立てによる最大規模の人工的な軍事拠点開発が進む場所の一つであり。フィリピンが排他的経済水域としているミスチーフ礁から250kmと言う距離にある。
バラバク島にはフィリピン海軍のナルシソ・デル・ロサリオ海洋観測所があり、アメリカ合衆国との防衛協力強化協定（EDCA）に基づき、米軍が駐留出来る拠点となる予定である。南シナ海に面する西岸沿いの山中において、コンクリートの埠頭を備えた3000m級のバラバク軍用滑走路（Balabac Military Runway、BMR）も整備され、2017年合意による軍用機と民間機の両方に対応するEDCA強化拠点の一つとなっている。